# Fánis Kateryannákis
Theofánis Kateryannákis (en grec Θεοφάνης Κατεργιαννάκης), ou Fánis Kateryannákis (Φάνης Κατεργιαννάκης), né le 16 février 1974 à Thessalonique, est un footballeur grec qui occupe le poste de gardien de but.

## Biographie

### En club
Il a joué successivement à l’Aris Salonique, à l’Olympiakos et à Cagliari dans le championnat d’Italie.

### En sélection
Il était le troisième gardien de l’équipe de Grèce, championne d’Europe des nations en 2004 au Portugal.